# Radio Euskadi
Radio Euskadi es una  cadena de radio generalista que forma parte de empresa pública, dependiente del gobierno vasco, EITB Media S.A.U. que conforma, junto con Ente Público Euskal Irrati Telebista-Radio Televisión Vasca (EITB), el grupo público de comunicación de la Comunidad autónoma del País Vasco en España. Emite íntegramente en castellano mientras que el servicio en lengua vasca lo realiza la cadena hermana Euskadi Irratia. 
Tiene su sede en Bilbao, formando parte de las instalaciones principales que EITB inauguró en abril de 2007 en los pabellones 7 y 8 del edificio Bami de la antigua Feria de Muestras de la capital vizcaína, compartiendo espacio con todos los demás medios del grupo. La actual Radio Euskadi es fruto de la refundación que vivió en 1983, al amparo del Estatuto de Autonomía de Guernica, fue una de las cadenas de la empresa pública  Eusko Irratia-Radiodifusión Vasca S.A. que junto con Radio Vitoria conformó la estructura de radiodifusión pública del País Vasco. El 1 de enero de 2020 Eusko Irratia-Radiodifusión Vasca S.A. pasó a formar parte de la nueva sociedad anónima pública EITB Media S.A.U. al disolverse la empresa e integrarse en Euskal Telebista-Televisión Vasca, S.A. junto a Radio Vitoria y Eitbnet.

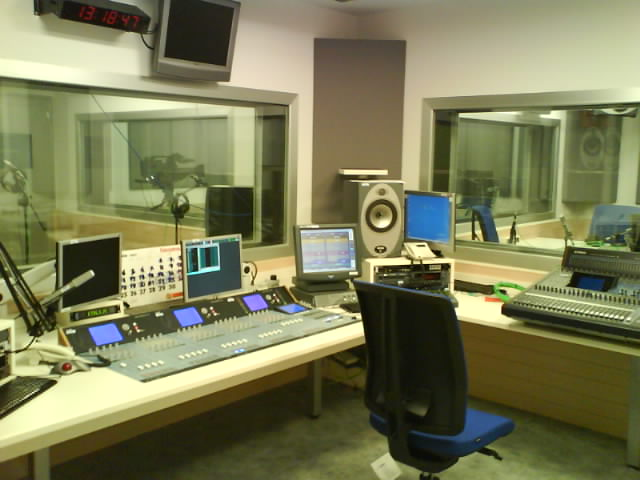
Instalaciones de Radio Euskadi en Bilbao. Estudio.

## Historia
La llegada de la república trajo consigo la creación de diferentes emisoras de radio en todo el territorio nacional. En el País Vasco se crearon Radio Vitoria, en la capital alavesa, la Radio Emisora Bilbaína, en Bilbao y Unión Radio San Sebastián, en la capital guipuzcoana. Cuando en los primeros meses de la guerra civil San Sebastián cae en manos del ejército sublevado, se desmonta la emisora de Unión Radio San Sebastián y se traslada al caserío Getarí de Iciar, barrio de la localidad guipuzcoana de Deva. Desde allí durante, aproximadamente, una docena de días se emite con el nombre de "Radio Euzkadi" hasta que en a finales del mes de septiembre deben desmantelarla al caer Deva en manos rebeldes.
En 1937 el gobierno vasco ya era consciente de la necesidad de tener una radio comercial propia. La reordenación de las diferentes emisoras y necesidades que estás cubrían pasando a depender de la sección de Propaganda y Relaciones exteriores del departamento de presidencia todas aquellas dedicadas a información general. Se mandó la adquisición de una emisora de radio a EE. UU., emisora que quedó retenida en el puerto francés de Burdeos y fue entregada a Radio San Sebastián después de la guerra y de ser reclamada por el gobierno de los vencedores.
El 22 de diciembre de 1936 el lehendakari José Antonio Aguirre usa los micrófonos de la Radio Emisora Bilbaína para transmitir un discurso. Las emisoras Radio Barcelona y Transradio Madrid conectan con la emisora bilbaína para difundir dicho discurso. La sección de Propaganda y Relaciones Exteriores de Presidencia del gobierno vasco editó dicho discurso en castellano, inglés y francés afirmando, así lo ponían en portada, que había sido realizado ante los micrófonos de Radio Euzkadi.
Cuando el Gobierno Vasco traslada su sede a Barcelona la Generalitat Catalana le cede un espacio a para su uso en Radio Barcelona.

### Nacimiento en el País Vasco francés
El 21 de diciembre de 1946 salía al aire desde Mouguerre, territorio francés, Radio Euzkadi, la Voz de la Resistencia Vasca que había sido organizada y dependía del Gobierno Vasco en el exilio. Las oficinas se encontraban en San Juan de Luz y su programación, en onda corta, estaba dedicada a la lucha contra la dictadura de Franco por lo que se hacía hincapié en las fechas especiales, como la del Aberri Eguna. También se solía utilizar para interferir las emisoras del régimen en el País Vasco. 
Las presiones del gobierno español sobre el francés llevaron al cierre de las instalaciones en agosto de 1954. Esta primera etapa de Radio Euskadi estuvo impulsada por Joseba Rezola.

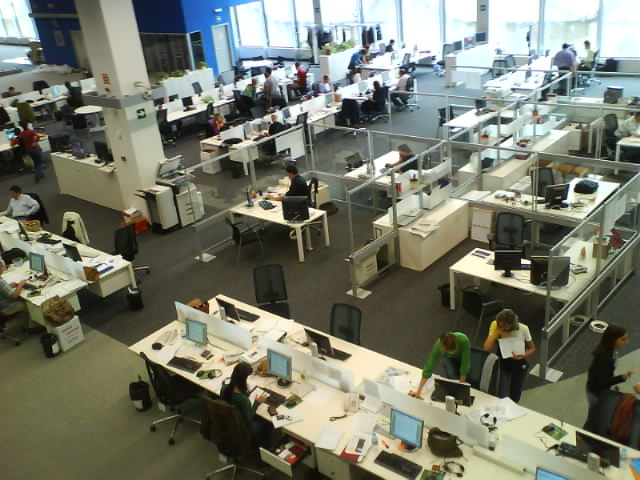
Redacción de Radio Euskadi en su emisora de Bilbao.

### Desde Venezuela
El 10 de julio de 1965 comienzan las emisiones desde Venezuela. Se emitía desde los estudios El Paraíso en Caracas aunque el emisor estaba en plena selva. Este emplazamiento se guardó en secreto hasta 1971, descubierto por ETA que intentó utilizar la emisora para sus fines. La emisora de Venezuela se cerró el 30 de abril de 1977.

### Última etapa
Al amparo del Estatuto de Guernica, el Gobierno Vasco crea un Ente Público de Radio y Televisión. El embrión de este organismo sería Radio Vitoria, emisora que se compró en 1981. 
La actual Radio Euskadi salió al aire el 31 de marzo de 1983 en FM. En la década de los 90 comenzó a emitir también en onda corta y en el 2000 comenzaron las emisiones vía satélite. Desde el 2003 tiene presencia en Internet a través del portal eitb.com.
El 23 de junio de 2007 Radio Euskadi cambia de sede e inaugura nuevas instalaciones en los locales de la antigua Feria de Muestras Internacional de Bilbao. En concreto, ocupa parte del pabellón 8 de la antigua feria -el edificio BAMI- compartiendo ubicación con las otras sociedades del grupo EITB. En estas nuevas instalaciones, que incorporan tecnología digital, se ha dado el paso decisivo al trabajo con sistemas de servidores informáticos.
Las instalaciones, integradas en un espacio de más de 8.000m², constan de seis estudios de diferentes dimensiones, uno de ellos con capacidad para admitir público y emitir actuaciones musicales en directo, y de varias salas de edición y preparación de programas.

### Nueva estructura societaria
El 14 de julio de 2020 el gobierno vasco aprueba el cambio de la estructura societaria del grupo Euskal Irrati Telebista en la que se mantiene el Ente Público EITB y se fusionan todas las demás empresas (Eusko Irratia, Radio Vitoria, Euskal Telebista e EITBNET), que tenían la fórmula jurídica de sociedad anónima, en una única sociedad que pasa a denominarse EITB Media S.A.U. que es una sociedad anónima pública. Los trámites burocráticos quedaron completados en noviembre de ese mismo año y la escrituración de las nuevas empresas se hizo en el   Registro Mercantil con efectos retroactivos al 1 de enero de 2020.
Euskal Telebista es la sociedad en la que convergen las demás empresas para la creación de la nueva al ser la sociedad que más volumen de trabajadores tiene, la sociedad que más activos tiene, que más contratos tiene... por tanto, a efectos de la adaptación jurídica de la estructura societaria, era más sencillo plantearlo de esa manera. La justificación dada por los responsables fue la de la mejora de la eficiencia del grupo.

## Imagen corporativa
La imagen corporativa, representada por los diferentes logotipos que se han usado, ha tendido en el tiempo a la convergencia con el de la televisión del mismo grupo de comunicación. Hasta 1992 el logotipo estaba centrado en la radio, un juego con las iniciales "E", "I" de Euskadi Irratia, Radio Euskadi aprovechando el punto de la "i" como micrófono o emisor y pintando en él los colores de la bandera vasca, la Ikurriña. En 1992 se introduce directamente el logotipo de la televisión, el popular "Txori" (pájaro) que es una composición de las iniciales de Euskal TeleBista, ETB, la "E" simulan las alas con los colores de la ikurriña, la "B" la cabeza y el cuerpo y la "T" las patas, incluido dentro de un micrófono como muestra de radio y la leyenda clara y destacada. En el año 2000 la dirección del grupo de comunicación realiza un cambio en el logotipo de la televisión, manteniendo la idea del pájaro, del "txori", se simplifica este. Se hace un diseño simple en el que no queda ninguna referencia simbólica a la radio, siendo la leyenda quien lo expresa. Por primera vez aparece la "i" de "irratia" (radio en castellano) en rojo.
En el 2008, coincidiendo con el cambio de sede y de instalaciones se realiza un logotipo que pertenece a una colección uniforme para todas las empresas y cadenas del grupo, tanto radio como televisión es internet, así como la empresa matriz. Se usa la silueta del "Txori" en azul y a su lado se pone la denominación de la empresa o del canal, en el caso de la radio, se mantiene la "i" en rojo.  En el año 2015 se opta por el rojo como único color para todo el logotipo y como color de la cadena.

## Atentados y amenazas
El 31 de diciembre de 2008 la sede del Grupo EITB en Bilbao, donde está ubicada Radio Euskadi, sufre a las 11 de la mañana un atentado mediante una furgoneta cargada con una bomba. Una hora antes de la detonación, un comunicante en nombre de ETA da aviso de la misma a los bomberos de Bilbao.
Antiguas instalaciones de Radio Euskadi en la Gran Vía bilbaína

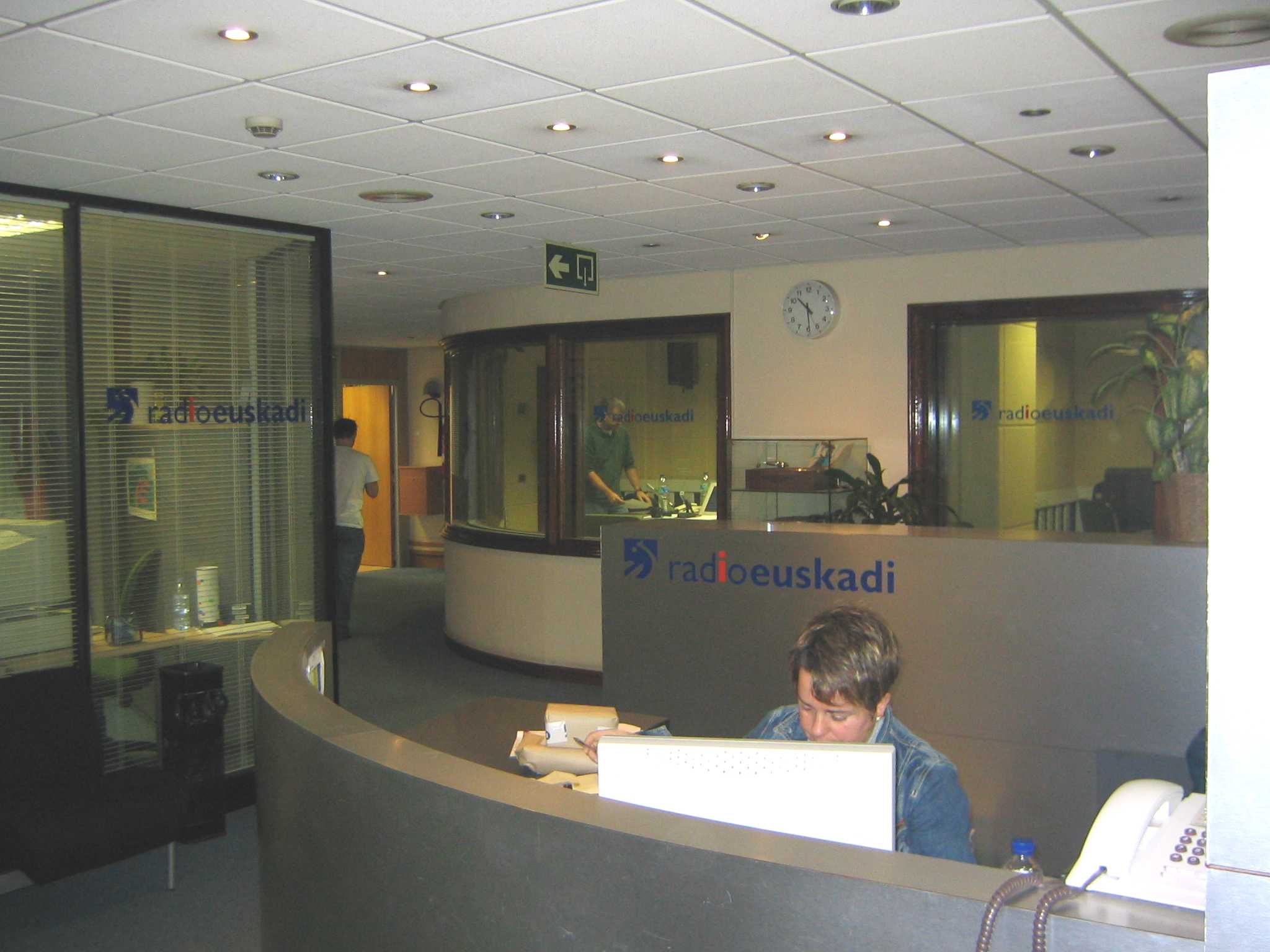
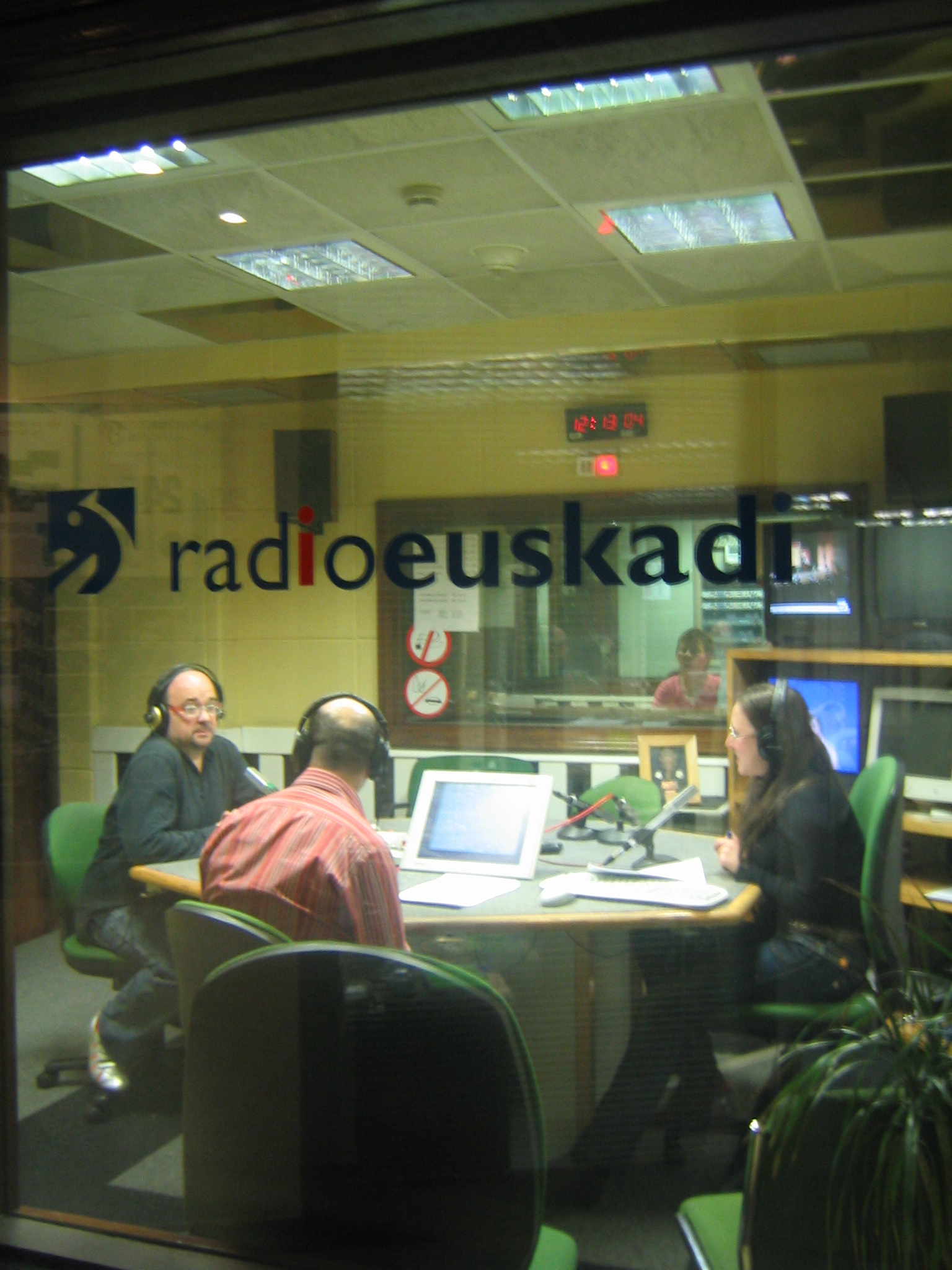

## Audiencia
En 2004 la emisora llegó a 259.000 oyentes. A partir de ahí las cifras fueron descendiendo y, según el resumen general del EGM en marzo de 2010, la audiencia alcanzaba 182.000 oyentes.
|                               | 2000 | 2001 | 2002 | 2003 | 2004 | 2005 | 2006 | 2007 | 2008 | 2009 | 2010 | 2011 | 2012 |
| ----------------------------- | ---- | ---- | ---- | ---- | ---- | ---- | ---- | ---- | ---- | ---- | ---- | ---- | ---- |
| Audiencia en miles de oyentes | 149  | 187  | 230  | 255  | 259  | 252  | 233  | 220  | 231  | 182  | 205  | 165  | 213  |

Sources: Estudio General de Medios, resumen de 2000 a 2011.

## Programación
Radio Euskadi mantiene una programación comercial en la que inserta publicidad. Presta principal atención a los programas informativos y de actualidad así como a los deportes. Destacan en su parrilla los siguientes programas:
- Boulevard en sus diversas versiones, que trata temas informativos y de actualidad, con entrevistas y mesas redondas, dando acogida a la intervención de los oyentes por diversas vías.

- Graffiti magazine de tarde que combina actualidad y entretenimiento, con entrevistas y secciones fijas.

- Ganbara veterano informativo nocturno y tertulia de análisis de la actualidad con entrevistas a los protagonistas del día. Desde hace más de 25 años.

- Más que palabras magazine de información y entretenimiento de las mañanas en el fin de semana, que incluye en su primera hora El Parlamento en las Ondas.

- Kirolaldia Espacio informativo de actualidad deportiva.

- La jungla sonora Programa de divulgación musical que abarca todo tipo de contenidos, es un clásico de Radio Euskadi desde 1989, bajo la dirección de Joseba Martín. Premio Ondas 2009 a la Mejor Trayectoria Profesional.

- La casa de la palabra Roge Blasco cede el micrófono a quienes han protagonizado una historia, un espacio en el que tienen cabida las aventuras y relatos de gente viajera.

- La noche despierta el programa de noche de la emisora. Un magazine de contenidos variados, que acompaña desde la 1 y hasta las 6 de la madrugada.

- La Galería realizado las tardes de los fines de semana es un programa de corte cultural e informativo donde se tratan temas de diversa índole.

- Levando Anclas el programa de aventuras y viajes que dirige Roge Blasco, uno de los clásicos de la programación de la emisora.

- Pompas de papel el programa de literatura de Radio Euskadi, también un clásico en la parrilla de la emisora.

- Fuera de Juego el programa deportivo de la noche que acompaña desde las 23:15 hasta las 00:00 con entrevistas e información deportiva.

## Frecuencias
También emite a través de la televisión de Euskaltel en el dial 164, en Internet en eitb.eus y en TDT. por Cable VTR en Chile 🇨🇱 por canal 692

### FM
Álava
- Amurrio: 89.7 FM
- Bóveda: 93.7 FM
- Cuartango: 97.5 FM
- Samaniego: 87.9 FM
- Santa Cruz de Campezo: 90.1 FM
- Vitoria: 90.9 FM

  Guipúzcoa
- Beasáin: 99.4 FM
- Éibar: 98.2 FM
- Irún/Jaizquíbel/Iparralde: 96.5 FM
- Legazpia: 103.8 FM
- Mondragón: 93.4 FM
- San Sebastián: 90.5 FM
- Tolosa: 96.9 FM
- Vergara: 95.7 FM
- Zarauz: 98.0 FM

 Vizcaya
- Bermeo: 92.4 FM
- Bilbao: 91.7 FM
- Carranza: 96.6 FM
- Cenarruza-Puebla de Bolívar: 103.2 FM
- Lanestosa: 100.5 FM
- Trucios: 99.1 FM
- Valmaseda: 95.7 FM

 Navarra
- Bozate: 104.8 FM
- Lesaca: 98.6 FM
- Estella: 102.8 FM
- Irañeta: 99.0 FM
- Isaba: 100.4 FM
- Monasterio de Leyre: 107.4 FM
- Pamplona: 104.3 FM
- Tudela: 103.8 FM

- En el País Vasco Francés, La Rioja, este de Cantabria, y norte de Burgos se pueden captar las frecuencias limítrofes.